# XLR-3

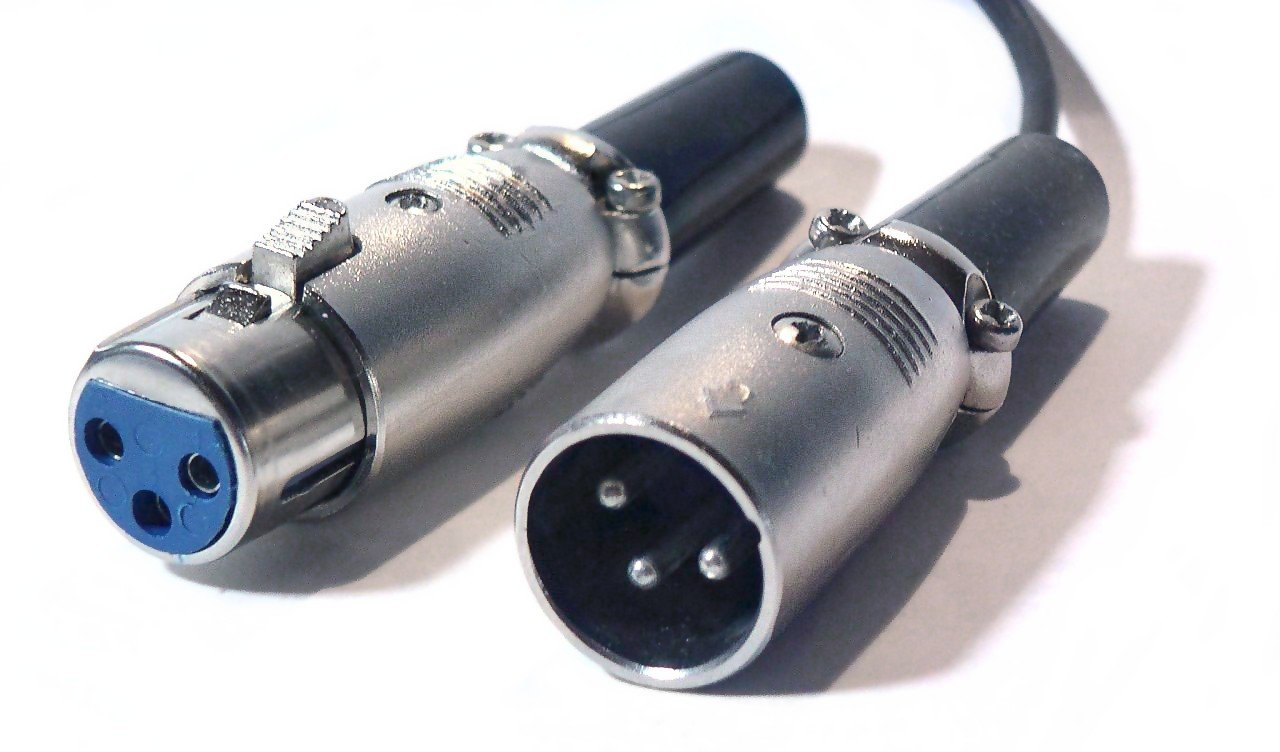
Conectores XLR (eXternal Line Return) aéreos, de tipo hembra (izquierda) y de tipo macho (derecha).

XLR-3 es un tipo de conector que suele utilizarse en audio profesional. XLR son las siglas en inglés de Cannon X Series, Latch, Rubber. El "3” indica que dispone de 3 pines o clavijas. Posteriormente a su aceptación como estándar se introdujeron los conectores de 2 a 7 pines. Es el conector balanceado más utilizado para aplicaciones de audio profesional, y también es el conector estándar usado en equipos de iluminación espectacular para transmitir la señal digital de control “DMX”.
Cuenta con tres clavijas y, en Europa, su conexión habitual para señales de audio es la siguiente:
1. para la tierra o malla.
2. para la señal de ida o fase, conocida como “vivo” o “caliente”.
3. para la señal de vuelta o contrafase, conocida como “retorno” o “frío”.

En los Estados Unidos y en Reino Unido se utilizaba con las señales de los pines 2 y 3 invertidas, por lo que es importante conocer el estándar utilizado por los equipos a conectar para no cruzar las señales e invertir su fase.
Por referencia al fabricante original James Cannon, fundador de “Cannon Electric” en Los Ángeles, California, el conector se habría llamado inicialmente “Cannon X” (por las series ‘X’), luego al agregarle el pestillo o seguro (Latch) quedó como “Cannon XL”. Finalmente se le agregó la letra R por Rubber, goma que rodea los contactos. De esta manera, el nombre XLR no tendría ninguna relación con los pines de los contactos.
Su apodo Cannon, por el que es más conocido en España, se debe a que los primeros que se usaron en ese país estaban fabricados por la marca Cannon (ITT Corporation) (ITT/CANNON) y llevaban “Cannon” grabado en el chasis.
EIA Estándar RS-297-A descrito para el XLR3 para señal de audio balanceado:
|     |                                                       |
| Pin | Función                                               |
| 1   | Masa del chasis (malla del cable)                     |
| 2   | Polaridad normal (“vivo” - “fase” - "positivo")       |
| 3   | Polaridad invertida (“frío” - “contrafase” - "neutro) |

- Cuando se miran las clavijas del conector hembra (female):

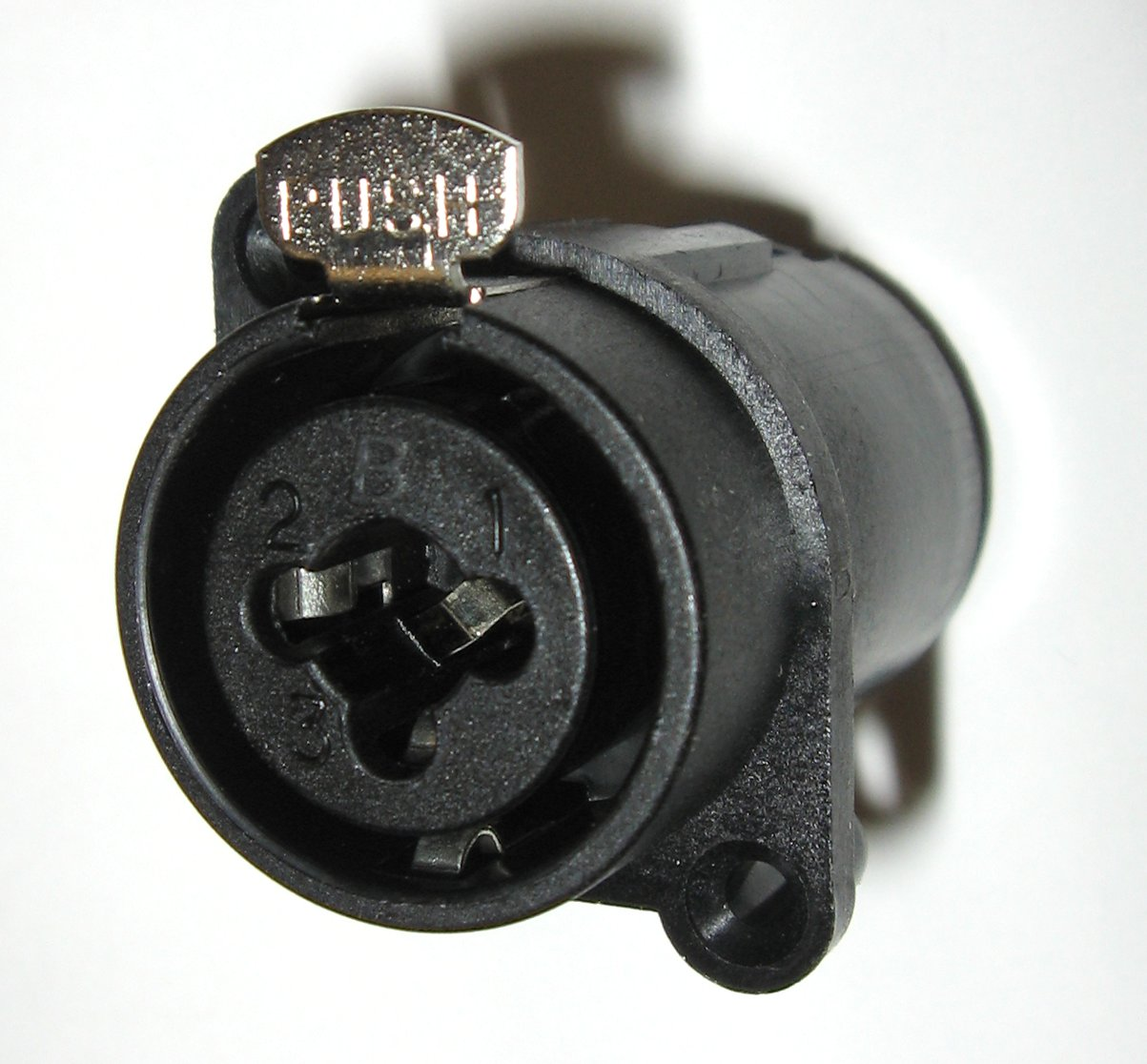
Base combinada XLR + Jack_TRS 1/4"

  - el superior izquierdo es el 2,
  - el superior derecho es el 1, y,
  - el inferior es el 3.
- Cuando se miran las clavijas del conector macho (male):
  - el superior izquierdo es el 1,
  - el superior derecho es el 2, y,
  - el inferior es el 3.

## Combo XLR/P10 Neutrik
El conector Combo XLR + TRS, es un tipo de conector hembra capaz de soportar dos tipos de conectores jack, el conector XLR, conocido como "Canon Plug", que se utiliza para conectar micrófonos y mezcladores. y el enchufe TRS para estéreo (TRS:Tip-ring-sleeve) y el enchufe TS para mono (TS:Tip-Sleeve), o enchufe P10, que se utilizan en instrumentos musicales como guitarra, teclado, bajo, etc. En la imagen de la derecha puede ver la parte frontal del conector combinado Neutrik XLR/P10 hembra NCJ6FI-S, con un cuerpo hecho de plástico sólido y con las agujas de soldadura situadas en la parte posterior del enchufe, para facilitar la soldadura.